# 奇維器官
奇維器官(Kilham organ)是一個位於雌性北美黑熊上顎頂部的感受器，用來辨別在口中的食物能否食用，以教導幼熊辨別可食用的植物。這個器官的名稱源自其發現者：美國新英格蘭一位專門研究熊的生活習性的動物學家班·奇維(Ben Kilham)。

## 外部連結
- （英文） National Geographics: Mother Bear Man（页面存档备份，存于）